# Кан Хи Чхан
Кан Хи Чхан (кор. 강희찬?, 姜煕燦?, р.10 мая 1970) — южнокорейский игрок в настольный теннис, чемпион Азии, призёр Олимпийских игр.

## Биография
Родился в 1970 году. В 1992 году стал чемпионом Азии, и завоевал бронзовую медаль Олимпийских игр в Барселоне. В 1996 году вновь стал чемпионом Азии, но на Олимпийских играх в Атланте выступил неудачно.

## Государственные награды
- Орден «За спортивные заслуги» 3 класса Республики Корея — орден Могучего слона (13 августа 1992)
- Орден «За спортивные заслуги» 4 класса Республики Корея — орден Белого коня (31 декабря 1990)